# Norbert Schneider (Politiker)
Norbert Schneider (* 31. Januar 1935 in Horb am Neckar) ist ein deutscher Jurist und Politiker der CDU.

## Ausbildung und Beruf
Schneider ging in Horb zur Schule, wo er auf dem dortigen Gymnasium das Abitur ablegte. Danach studierte er Rechtswissenschaften an der Eberhard-Karls-Universität Tübingen und an der Universität Bonn. In Tübingen wurde er auch Mitglied der KStV Alamannia im Kartellverband katholischer deutscher Studentenvereine. Nach seiner 2. Staatsprüfung 1963 war er beim Sozialgericht Reutlingen als Assessor tätig, bei dem er 1967 Vorsitzender einer Kammer wurde.

## Politische Karriere
Schon Anfang der 1960er Jahre begann auch seine politische Karriere mit dem Eintritt in die CDU. Ab 1962 war er Gemeinderat in Horb (bis 1978 mit einer Unterbrechung) und von 1971 bis 1973 Kreisrat im Kreistag des Landkreises Horb sowie anschließend bis 1978 im Kreistag des Landkreises Freudenstadt. Bereits seit 1968 war Schneider Abgeordneter im Landtag von Baden-Württemberg, dem er bis 1996 angehörte. 1972 bis 1978 war er parlamentarischer Geschäftsführer der CDU-Fraktion.
1978 holte ihn Ministerpräsident Lothar Späth in die Landesregierung, doch hatte er als politischer Staatssekretär im Staatsministerium keinen Sitz und keine Stimme im Kabinett. Nach der Landtagswahl 1980 wechselte Schneider in gleicher Funktion in das Ministerium für Wissenschaft und Kunst und führte dort sein Amt auch nach den Landtagswahlen von 1984 und 1988 sowie im ersten Kabinett von Ministerpräsident Erwin Teufel 1991 weiter. Nach der Landtagswahl 1992 verzichtete Schneider jedoch auf sein Amt als Staatssekretär. Er gehörte aber noch bis zum Ende der Legislaturperiode dem Landtag an.

## Sonstige Tätigkeiten
Er war lange Zeit auch Vorsitzender des Vereines Arbeitsgemeinschaft Heimat- und Volkstumspflege in Baden-Württemberg e.V.

## Ehrungen und Auszeichnungen
Schneider erhielt 1990 das Große Verdienstkreuz der Bundesrepublik Deutschland. Am 26. April 2008 wurde er mit der Verdienstmedaille des Landes Baden-Württemberg ausgezeichnet.

## Familie und Privates
Schneider ist verheiratet und hat eine Tochter und einen Sohn.